# Вередеєво
Вередеєво (рос. Вередеево) — село в Кстовському районі Нижньогородської області Російської Федерації.
Населення становить 15 осіб. Входить до складу муніципального утворення Чернухинська сільрада.

## Історія
Від 2009 року входить до складу муніципального утворення Чернухинська сільрада.

## Населення
| 2002 | 2010 |
| ---- | ---- |
| 29   | ↘15  |